# Rabboxtjärnarna (Aspås socken, Jämtland, 705017-143584)
Rabboxtjärnarna är en sjö i Krokoms kommun i Jämtland och ingår i Indalsälvens huvudavrinningsområde.